# Amyttella pusilla
Amyttella pusilla är en insektsart som beskrevs av Max Beier 1965. Amyttella pusilla ingår i släktet Amyttella och familjen vårtbitare. Inga underarter finns listade i Catalogue of Life.